# سیستم اطلاعات شبکه
سیستم اطلاعات شبکه (NIS) یک سامانه اطلاعاتی برای مدیریت شبکه هایی مانند شبکه برق، شبکه تامین آب،  شبکه تامین گاز و شبکه مخابراتییا شبکه روشنایی خیابانی است.NIS می تواند تمام داده های مربوط به شبکه از قبیل، تمام اجزا و ویژگی های آنها، اتصالات بین آنها و سایر اطلاعات مربوط به عملیات طراحی و ساخت چنین شبکه هایی را مدیریت کند.
NIS برای شبکه برق می تواند هر کدام، برخی یا همه سطوح ولتاژ را مدیریت کند - ولتاژ فوق العاده بالا ، بالا ، متوسط و پایین و یا ممکن است تنها شبکه توزیع یا شبکه انتقال را پشتیبانی کند.
NIS مخابراتی به طور معمول شامل موجودی شبکه فیزیکی و موجودی شبکه منطقی است. موجودی شبکه فیزیکی برای مدیریت اجزای گیاهی خارجی مانند کابل ها، پیچ ها، کانال ها، خندق ها، گره ها و اجزای گیاهی داخلی مانند دستگاه های فعال و غیرفعال استفاده می شود. بزرگ ترین تفاوت NIS مخابراتی با GIS های سنتی توانایی ذخیره اتصال سطح نخ است. موجودی شبکه منطقی با بهره گیری از اتصالات منطقی، برای مدیریت اتصالات و مدارهای منطقی استفاده می شود. موجودی شبکه منطقی های قدیمی و سنتی یک محصول جداگانه بوده است اما در اکثر سیستم های مدرن این قابلیت در GIS ساخته شده است که می تواند عملیات هر دو شبکه فیزیکی و شبکه منطقی را انجام دهد.
سیستم اطلاعات شبکه آب به طور معمول اجزای شبکه آب مانند کانال ها، انشعابات، شیرها، هیدرانت ها، مخازن و ایستگاه های پمپاژ را مدیریت می کند. برخی از سیستم ها مانند شامل مصرف کنندگان آب و همچنین کنتورهای آب و خواندن آنها در NIS می شود. مفهوم اجزای فاضلاب و آب طوفان معمولاً در NIS گنجانده شده است. با افزودن سنسورها و همچنین تحلیل و محاسبات بر اساس مقادیر اندازه گیری شده، مفهوم سیستم آب هوشمند در NIS پیاده سازی شده است. با افزودن محرک ها به شبکه می توان مفهوم SCADA را در NIS پیاده سازی کرد.
NIS را می توان بر روی یک GIS (سیستم اطلاعات جغرافیایی) ساخت.
NIS مبتنی بر ابر خصوصی در حال بهبود عملکرد و افزایش محبوبیت است. از آنجایی که بسیاری از تغییرات در شبکه در میدان انجام می شود، این رویکرد در مقایسه با GIS سنتی مزایای قابل توجهی دارد.